# 帯来洞主
帯来洞主（たいらいどうしゅ） は、中国の通俗歴史小説『三国志演義』に登場する架空の人物。伝説上の火神祝融氏の末裔とされる。 
孟獲の妻祝融の弟という設定である。蜀軍に苦戦していた孟獲に、朶思大王、木鹿大王、兀突骨らを加勢させることに尽力する。敗戦したものの生き延び蜀に帰順した。